# Îles Leygues
Les Îles Leygues ili Leygues otoci, povremeno zvani "les Îles Swain", skupina su malih otoka i otočića koji su dio subantarktičkog otočja Kerguelen, francuskog teritorija u južnom Indijskom oceanu.
Ime su dobili po Georgesu Leyguesu (1857.-1933.), francuskom političaru i ministru mora. Važna su kao mjesto razmnožavanja morskih ptica i medvjeda.

## Geografija
Îles Leygues leže preko puta Passe de la Résolution od Île Howea i sjeverno od glavnog Kerguelenskog otoka Grande Terre. Dva najveća otoka su Île de Castries i Île Dauphine. Île de Castries, najveći od njih ima 500 Ha. Daleko na sjeveru nalaze se Roches du Terror, a na istoku stijene Roches du Gallieni. Krajolik otoka uglavnom je ravan, iako se uzdiže prema zapadu i oblikuje obalne litice. Pristup s mora gotovo je nemoguć zbog velikih nakupina divovskog kelpa koje okružuju skupinu.

## Ekologija
Ljudi nikada nisu kročili na otoke. Pojavljuje se velika kolonija tuljana Arctocephalus gazella koja vjerojatno nikada nije bila lovljena i koja je omogućila ponovnu kolonizaciju drugih mjesta s kojih je vrsta prije bila istrijebljena.

### Važno područje za ptice
Otoci su identificirani kao Važno područje za ptice (IBA) BirdLife Internationala, površine 24 km2. Ondje se gnijezdi pet ili šest parova albatrosa lutalica (Diomedea exulans), kao i nepoznat broj sjevernih velikih burnjaka i kerguelenskih vranaca (Phalacrocorax verrucosus). Druge se burnice također mogu gnijezditi na otocima, ali nedostaju podaci jer su jedine dostupne informacije iz promatranja s obale.